# تلسکوپ ۴۰-فوتی
تلسکوپ ۴۰-فوتی ویلیام هرشل که با نام تلسکوپ بزرگ چهل-فوتی هم شناخته می‌شود، تلسکوپی بازتابی بود که مبین سال‌های ۱۷۸۵ و ۱۷۸۹ در خانه رصدخانه در اسلاو، انگلستان ساخته شد. این تلسکوپ از آینهٔ اصلی ۱۲۰ سانتبمتری با فاصله کانونی ۱۲ متری (معادل ۴۰ فوت است که نام تلسکوپ هم از همین کمیت گرفته‌شده‌است). این تلسکوپ برای مدت پنجاه سال پس از ساخت آن بزرگترین تلسکوپ روی زمین بود. احتمالاً با همین تلسکوپ انسلادوس و میماس، ۶ امین و ۷ امین ماه‌های زحل پیدا شده‌اند. از این تلسکوپ در سال ۱۸۴۰ از هم باز شد و تنها آینه اصلی و برشی ۱۰-فوتی (۳ متر) از لوله تلسکوپ باقی مانده است.

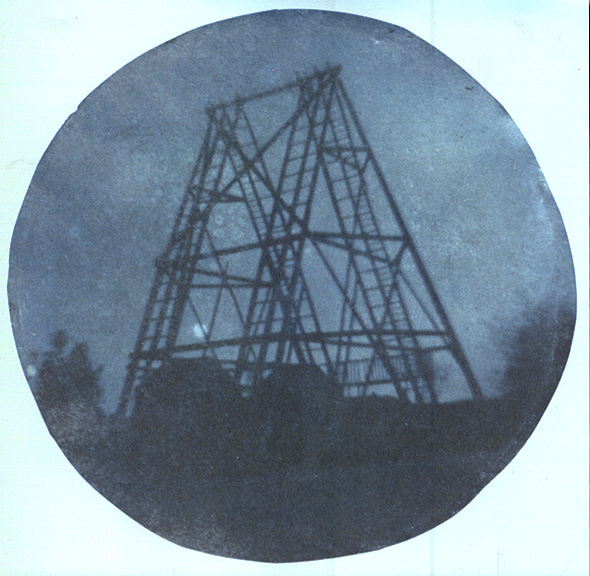
تصویری از سازه تلسکوپ ۴۰-فوتی که در سال ۱۸۳۹ توسط پسر ویلیام هرشل، جان هرشل گرفته‌شده‌است.

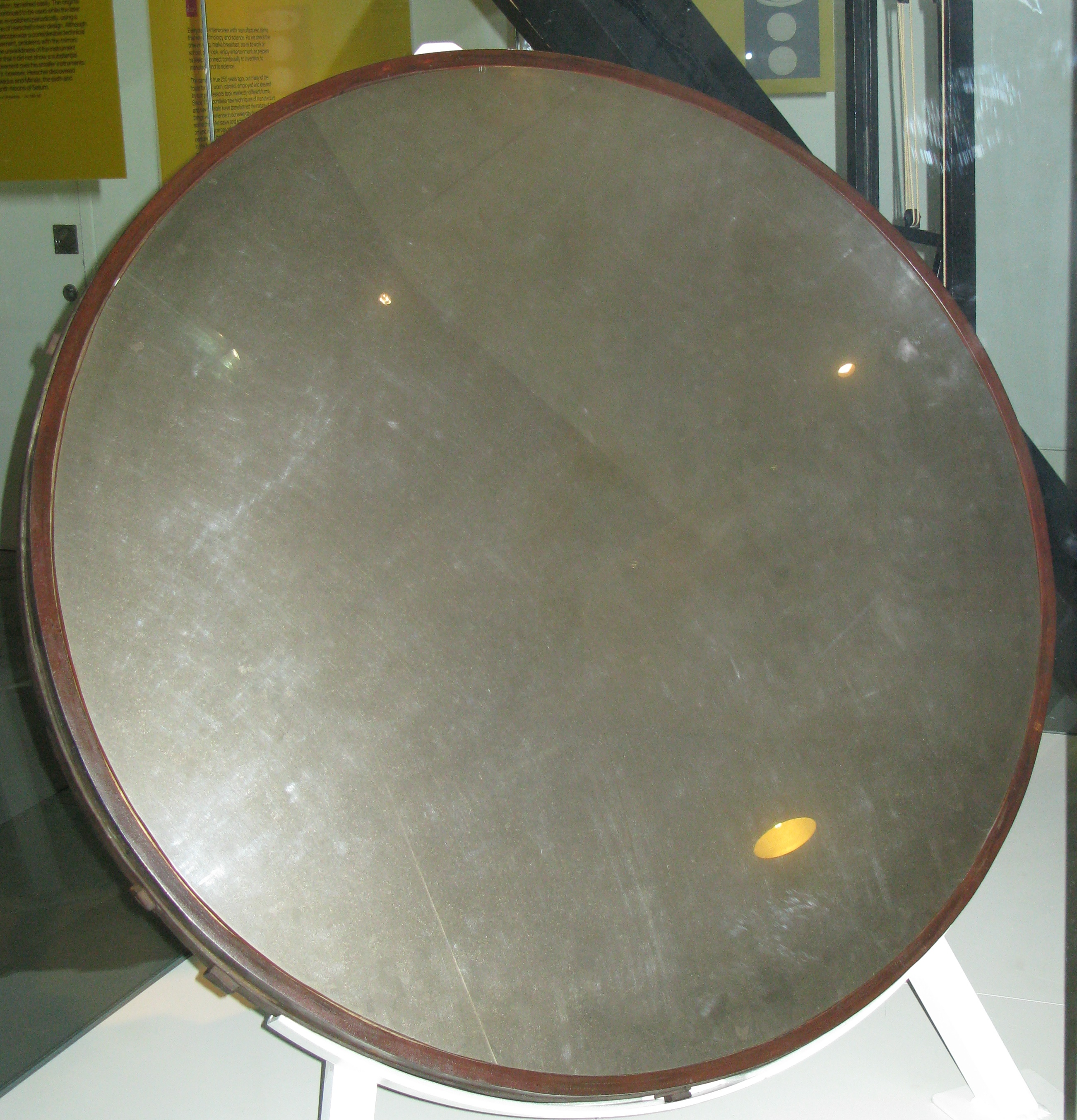
اولین آینه بکار رفته در تلسکوپ که امروزه در موزه علوم لندن به نمایش گذاشته شده‌است.